# 森嶋太郎
森嶋 太郎（もりしま たろう、1903年4月22日 - 1989年8月8日）は、日本の数学者。東京理科大学名誉教授。和歌山県出身。
数論、代数学を東京大学で学ぶ。フェルマー予想に取り組んだことで知られる。津田塾大学、陸軍士官学校の教授も務めた。1979年勲三等瑞宝章受章。

## 定理
mを31以下の素数としよう。 p を素数とし、 x, y, z を xp + yp = zp がなりたつ正整数とする。そして p が xyz を割り切らないとする。 
このとき p2 は mp − 1-1 を割り切る。

## 批判
Gundersonはその博士論文の中で、上の定理の証明の問題点を挙げた。 A. Granvilleらも同意し、森嶋の証明を承認できないとしている。鈴木治郎は上の定理の31を113まで拡張した論文を提出した。

## 著書
- 『高等代数論』三省堂出版、1947年